# Operacija Konjičkov skok
Operacija Konjičev skok (nemško Operation Rösselsprung); tudi desant na Drvar, Skok šahovskega konja) je bila nemško vodena vojaška operacija oz. ofenziva (sodelovale so tudi oborožene sile NDH) med drugo svetovno vojno.

## Uvod
Zaradi predhodnih neuspelih ofenziv (bitka na Neretvi, bitka na Sutjeski) in neuspelih atentatov na Tita se je OKW (Oberkommando der Wehrmacht) odločil za novo operacijo, katere glavni namen ni bil uničiti partizanskih enot, temveč zajeti in/ali uničiti Vrhovni štab NOV in POJ s Titom na čelu (ločiti glavo od telesa). S tem bi razbili osrednjo vodstvo NOB v Jugoslaviji in bi tako pridobili strateško prednost, ki bi omogočila dokončno uničenje NOV in POJ.

## Načrt
Načrt je bil sestavljen iz treh ločenih delov.
Prvi del je obsegal padalsko-jadralni desant na Drvar (po zaslugi ustaške obveščevalne dejavnosti so Nemci vedeli, kje se nahaja vrhovni štab NOBJ). Jadralna letala bi predstavljala prvi val napada, ki bi zagotovil varna pristajalna področja za druga letala in padalce. Padalske enote so predstavljale drugi val. Vse enote so bile razdeljene na posamezne skupine, ki so imele dodeljene naloge:
- padalska skupina Panter (110 vojakov) - osvojiti Titovo poveljstvo
- padalska skupina Napadalec (50 vojakov) - uničiti sovjetsko vojaško misijo
- padalska skupina Silak (70 vojakov) - uničiti radijsko postajo
- padalska skupina Popadač (40 vojakov) - uničiti britansko vojaško misijo
- padalska skupina Uničevalec (50 vojakov) - uničiti ameriško vojaško misijo
- jadralna skupina Modri (110 vojakov) - zavzeti in braniti vzhodne dohode do mesta
- jadralna skupina Zeleni (95 vojakov) - zavzeti jugovzhodni del mesta in ga braniti
- jadralna skupina Rdeči (85 vojakov) - zavzeti in braniti mestni hotel ter podpreti skupini Napadalec in Panter.

Ta del operacije je prevzel 500. SS-padalski bataljon, 2 četi 1. padalskega polka, specialni vod Brandenburg, specialni odred Zawadil in četniki - kot prevajalci.
Drugi del vojaške operacije je bil podporni element desantnim enotam. Te enote so imele nalogo predreti partizanski obrambni obroč okoli Drvarja in se združiti z desantom. Ta del naj bi izpeljali deli 7. SS-divizije in četniške enote ter vojaška enota NDH.
Tretji del je bil letalski del. Luftwaffe je priskrbelo transportna in jadralna letala, izvedlo uvodno bombardiranje mesta in okolice ter zagotavljalo letalsko podporo.

## Izvedba
Operacija se je pričela 24. maja 1944 z letalskim bombardiranjem mesta. Temu je sledil prvi val jadralnih letal. Mnogi partizani so prvič videli taka letala in so bili prepričani, da so to sestreljena letala. Šele potem, ko so iz letal začeli jurišati Nemci, so spoznali svojo zmoto in zavladala je panika. Prvemu valu je sledilo ponovno letalsko bombardiranje in nato nov val jadralnih letal, ki so jim sledili padalci.
Civilisti in partizani, ki so bili v mestu, so bili sprva presenečeni in so v paniki bežali iz mesta, toda kmalu so se organizirali in napadli nemške sile, ki so se morale začeti braniti. 
Nemci so kmalu ugotovili, da Tita ni v mestu, ampak je v bližnji pečini, kjer je bival v baraki. Poskušali so prodreti do nje, a so jih zavrnili partizani, ki so nato izvajali protinapade na Nemce, ki so kmalu držali v svojih rokah le pokopališče. Noč so preživeli tam ob nenehnih napadih svežih partizanskih enot, ki so prihajale na pomoč. Naslednji dan jih je dosegla pomoč v obliki izvidniške enote, ki je prisilila partizane k umiku.

## Uspehi
Gledano vojaško je bila operacija skoraj popoln polom, saj ni dosegla pričakovanih ciljev, kljub temu, da so imele desantne enote skoraj 80 % izgube. Edina vidna uspeha sta bila zajetje Titove uniforme in džipa ter zajetje Randolpha Churchilla (ki pa jim je kmalu zatem pobegnil). Vrhovni štab NOVJ so z letalom evakuirali v Italijo in se je nato z ladjo vrnil na otok Vis .